# Dražen Mavrić
Dražen Mavrić (Zagreb, 1970.), hrvatski je ekonomist, poduzetnik i predsjednik uprave Nove TV.

## Životopis
Dražen Mavrić već je jedanaest godina na čelu Nove TV tijekom kojih je grupa postala neprikosnoveni lider na hrvatskom medijskom tržištu. Dobio je nagradu menadžera godine Hrvatskoga udruženja menadžera i poduzetnika.